# Sportåret 1894

## Händelser

### Bandy
- 10-11 februari - I samband med världsmästerskapstävlingar i hastighetsåkning på skridskor i Saltsjöbaden, Sverige, demonstrerar engelsmannen Charles Goodman Tebbutt ett bollspel på is kallat "bandy" som blivit mycket populärt. Ett svenskt bandylag bildas inom Stockholms gymnastikförening.[1]

### Baseboll
- Baltimore Orioles vinner National League.[2]

### Bildade föreningar och klubbar
- 11 mars - Göteborgs Atlet- & Idrottssällskap bildas. [3]

### Boxning
- 15 september - Den förste världsmästaren i bantamvikt blir Jimmy Barry från Chicago som erkänns i och med hans 28:e KO-vinst mot Casper Leon i Lemont i Illinois, USA. Barry behåller titeln till 1899, då han drar sig tillbaka obesegrad genom hela karriären.[4] .

Världsmästare
- Världsmästare i tungvikt – James J. Corbett
- Världsmästare i mellanvikt – Bob Fitzsimmons
- Världsmästare i weltervikt – "Mysterious" Billy Smith → Tommy Ryan
- Världsmästare i lättvikt – titeln vakant
- Världsmästare i fjädervikt – George Dixon
- Världsmästare i bantamvikt – Jimmy Barry

### Fotboll
- 11 mars - GAIS, Göteborgs Atlet- & Idrottssällskap[6], bildas på Edlunds Café i Göteborg. Klubben satsar i början främst på brottning, tyngdlyftning och friidrott men 1897 börjar man även med fotboll.

### Hastighetsokning på skridskor
- 10-11 februari - De femte världsmästerskapen i hastighetsåkning på skridskor för herrar anordnas på Neglingeviken i Saltsjöbaden, Sverige. 18 deltagare kommer från sex länder.

### Hästsport
- 15 maj - Vid 20:e Kentucky Derby vinner Frank Goodale på Chant med tiden 2.41.[7]

### Motorsport
- 22 juli - Den första biltävlingen organiserades av Paris-tidningen Le Petit Journal.

## Födda
- 28 september – Thorleif Haug, norsk längdåkare och utövare av nordisk kombination, tre OS-guld.

### Fotnoter
1. ↑  ”Hammarby Bandys historia”. Hammarby IF BF. http://www.hammarbybandy.se/index.php/foereningen/historia. Läst 2 september 2011.
2. ↑  ”The 1894 Season” (på engelska). Retrosheet. http://www.retrosheet.org/boxesetc/1894/Y_1894.htm. Läst 19 juli 2015.
3. ↑  ”GAIS”. Arkiverad från originalet den 3 november 2012. https://web.archive.org/web/20121103113253/http://www.gais.se/Fotboll/gais.nsf/0/2EE3645578963AB1C125755A0038A4A7/%24file/GAIS%20historia.pdf. Läst 3 april 2011.
4. ↑  ”Cyber Boxing Zone”. Arkiverad från originalet den 15 juni 2009. https://www.webcitation.org/5hYdW70CO?url=http://www.cyberboxingzone.com/boxing/bantam.htm. Läst 13 juni 2009.
5. ↑  ”Cyber Boxing Zone”. Arkiverad från originalet den 20 juni 2009. https://www.webcitation.org/5hg1si20f?url=http://www.cyberboxingzone.com/boxing/pastchp.htm. Läst 20 juni 2009.
6. ↑  ”De allsvenska klubbarnas födelsedagar”. Bolletinen. http://www.bolletinen.se/sfs/allsvenskan/grundades.pdf. Läst 18 februari 2015.
7. ↑  ”Chronology of Sports”. Arkiverad från originalet den 4 oktober 2011. https://web.archive.org/web/20111004143035/http://worldtimeline.info/sports/spor1890.htm. Läst 19 juli 2011.